# Cereus insularis
Cereus insularis ist eine Pflanzenart in der Gattung Cereus aus der Familie der Kakteengewächse (Cactaceae). Das Artepitheton insularis verweist auf die Verbreitung auf der Inselgruppe Fernando de Noronha.

## Beschreibung
Cereus insularis wächst strauchig mit in der Regel spreizklimmenden, tiefgrünen Trieben von 2 bis 3 Zentimeter Durchmesser und ist reich verzweigt. Es sind sechs bis acht gerade Rippen vorhanden. Die darauf befindlichen grauen Areolen stehen eng beieinander. Die daraus entspringenden 12 bis 15 ungleichen, schlanken, nadeligen Dornen sind bräunlich gelb bis gräulich braun und bis 1,2 (selten bis 3) Zentimeter lang.
Die weißen Blüten sind 12 bis 15 Zentimeter lang. Die ovoiden bis eiförmigen, glänzenden Früchte sind grün bis rötlich gefärbt.

## Verbreitung, Systematik und Gefährdung
Cereus insularis ist in küstennahen Gebieten der zu Brasilien gehörenden Inseln des Fernando de Noronha Archipels verbreitet.
Die Erstbeschreibung wurde 1884 von William Botting Hemsley veröffentlicht. Ein nomenklatorisches Synonym ist Monvillea insularis (Hemsl.) Britton & Rose (1920).
In der Roten Liste gefährdeter Arten der IUCN wird die Art als „Least Concern (LC)“, d. h. als nicht gefährdet geführt.

## Nachweise